# Noarootsi
Noarootsi (in svedese Nuckö) è un ex comune rurale dell'Estonia occidentale, nella contea di Läänemaa. Il centro amministrativo del comune era la località (in estone küla) di Pürksi. Nel 2017 Noarootsi è confluita nel nuovo comune rurale di Lääne-Nigula insieme agli ex comuni di Oru, Risti, Taebla (già fusi nel 2013), Nõva, Kullamaa e Martna.
Noarootsi e le località che ne facevano parte sono state per secoli uno degli epicentri della comunità svedese in Estonia. Il comune è stato dichiarato ufficialmente bilingue nel 1997 e dal 1990 ospita una scuola dedicata all'insegnamento della lingua e della cultura svedesi. Tuttavia, la maggior parte della popolazione di madrelingua svedese lasciò l'area nel 1944, durante l'avvicinamento dell'Armata Rossa: oggi soltanto poche decine di persone si dichiarano di origine svedese.

## Località
Oltre al capoluogo, il comune comprendeva altre 21 località (tra parentesi il nome in svedese):
Aulepa (Dirslätt), Dirhami (Derhamn), Einbi (Enby), Elbiku (Ölbäck), Hara (Harga), Hosby, Höbringi (Höbring), Kudani (Gutanäs), Osmussaare (Odensholm), Paslepa (Pasklep), Pürksi (Birkas), Riguldi (Rickul), Rooslepa (Roslep), Saare (Lyckholm), Spithami (Spithamn), Sutlepa (Sutlep), Suur-Nõmmküla (Klottorp), Tahu (Skåtanäs), Telise (Tällnäs), Tuksi (Bergsby), Vanaküla (Gambyn), Väike-Nõmmküla (Persåker), Österby.
Il territorio comunale includeva anche l'isola di Osmussaar.

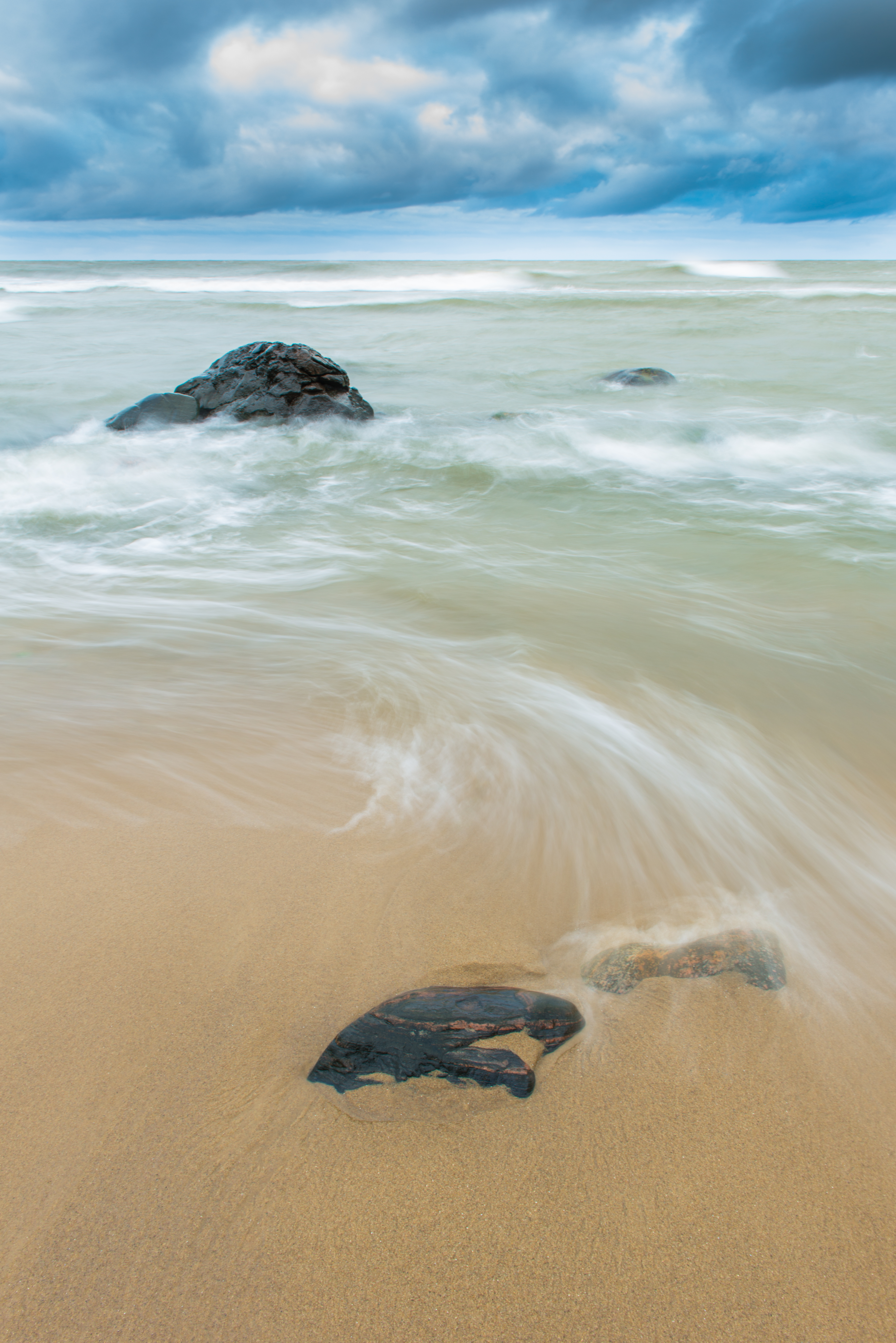
Põõsaspea
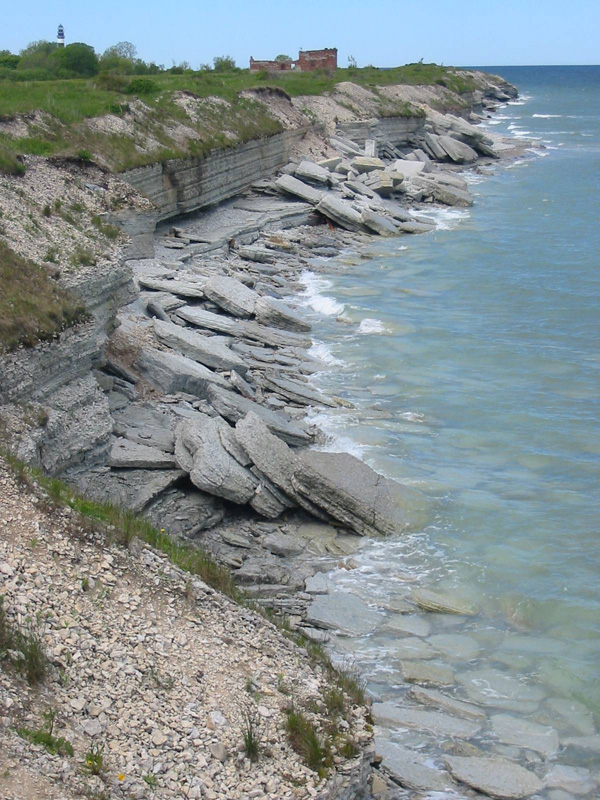
Osmussaar
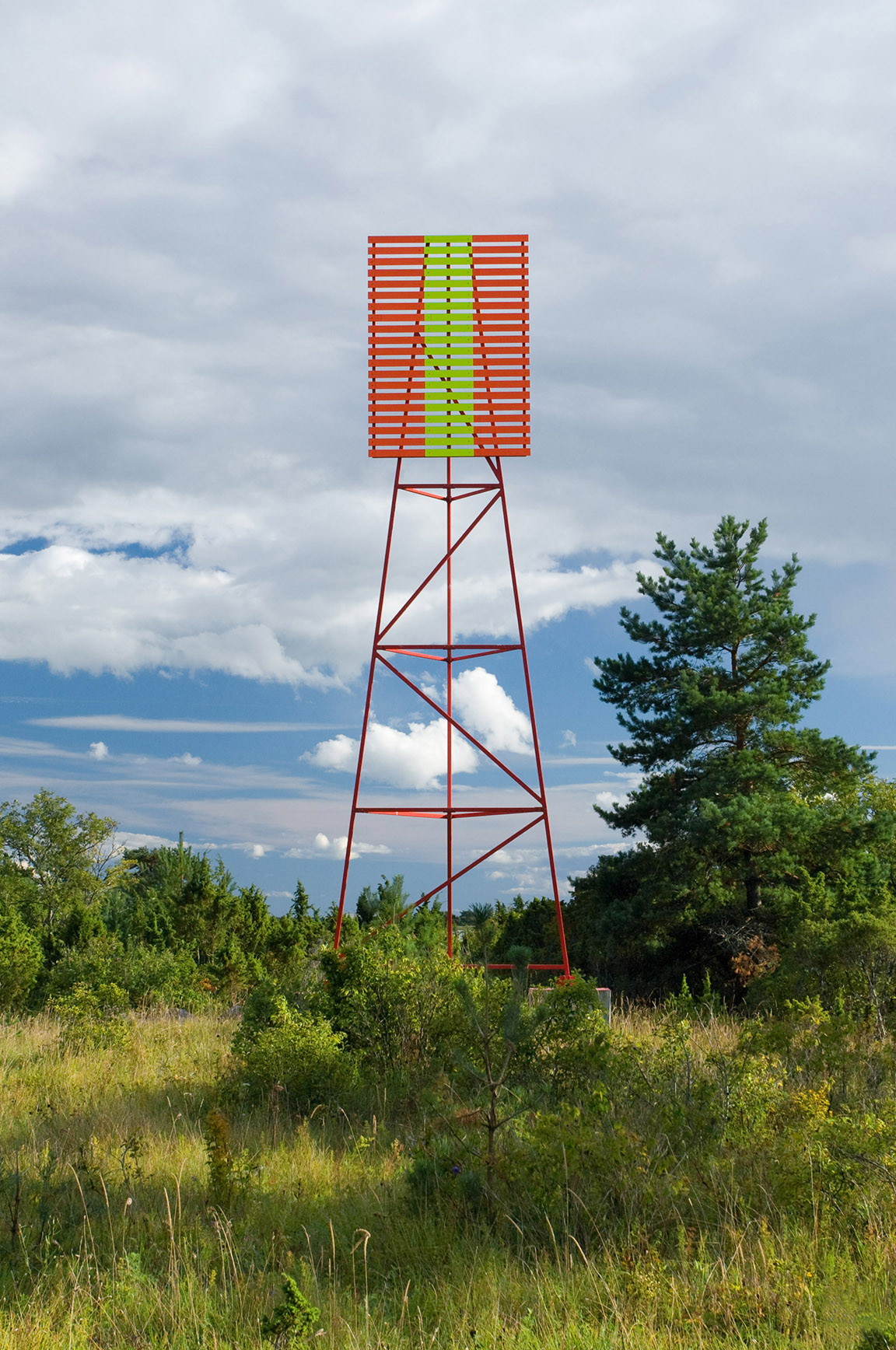
Ramsi
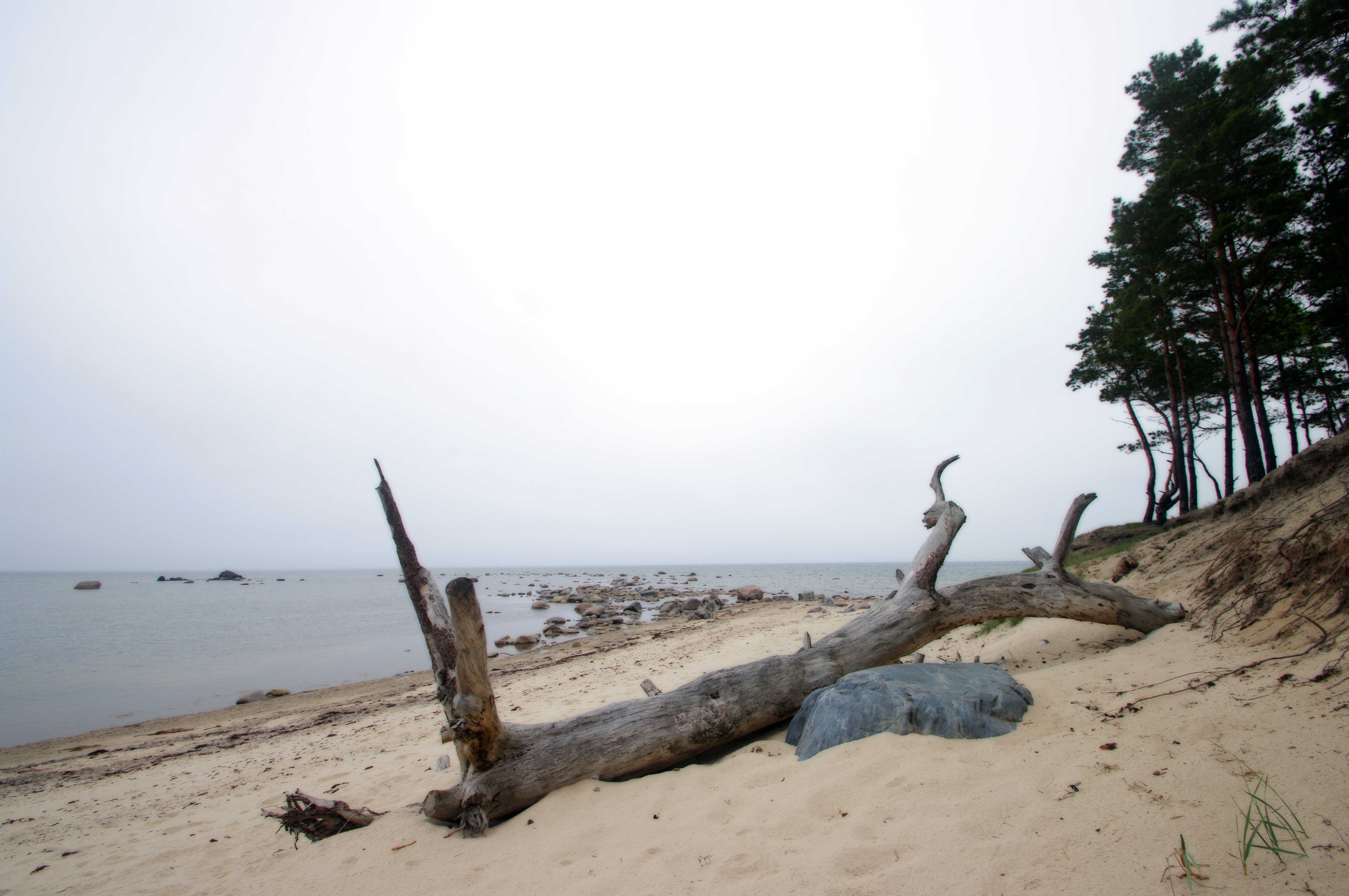
Dirhami
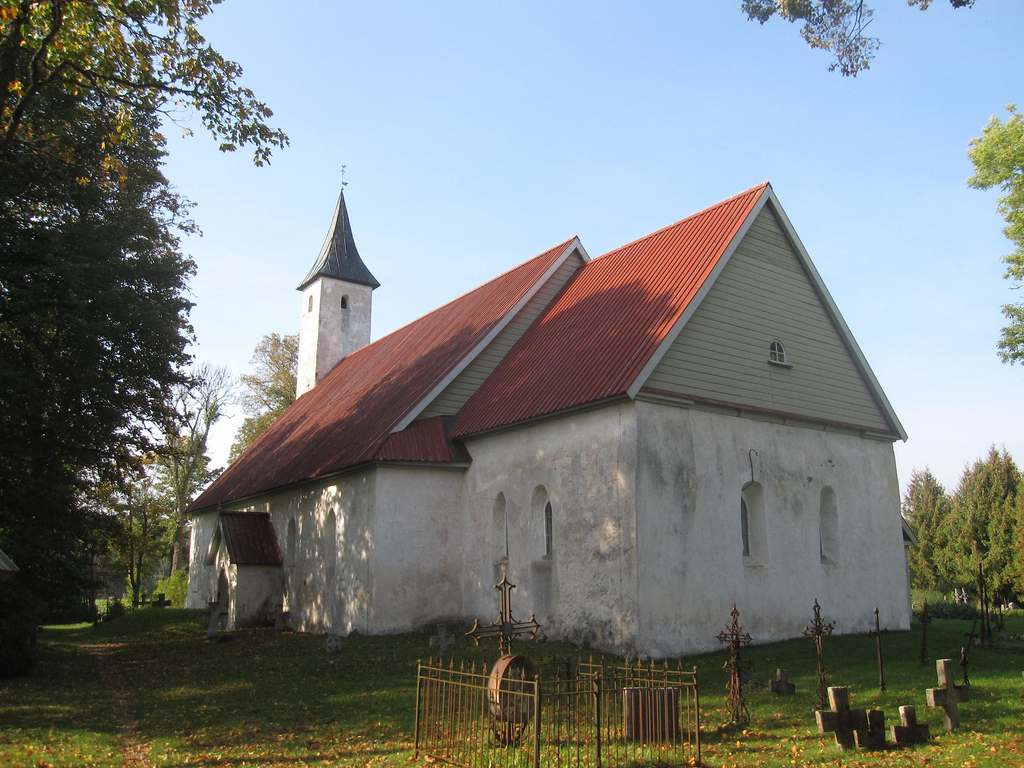
Hosby